# Tirano (gobernante)

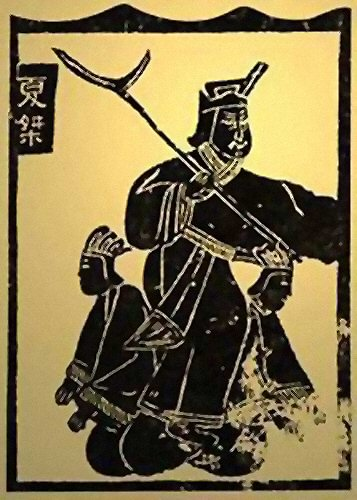
El rey Jie de Xia sostiene un arma de asta Ji, que representa la opresión, y se sienta sobre dos damas, lo que simboliza su abuso de poder

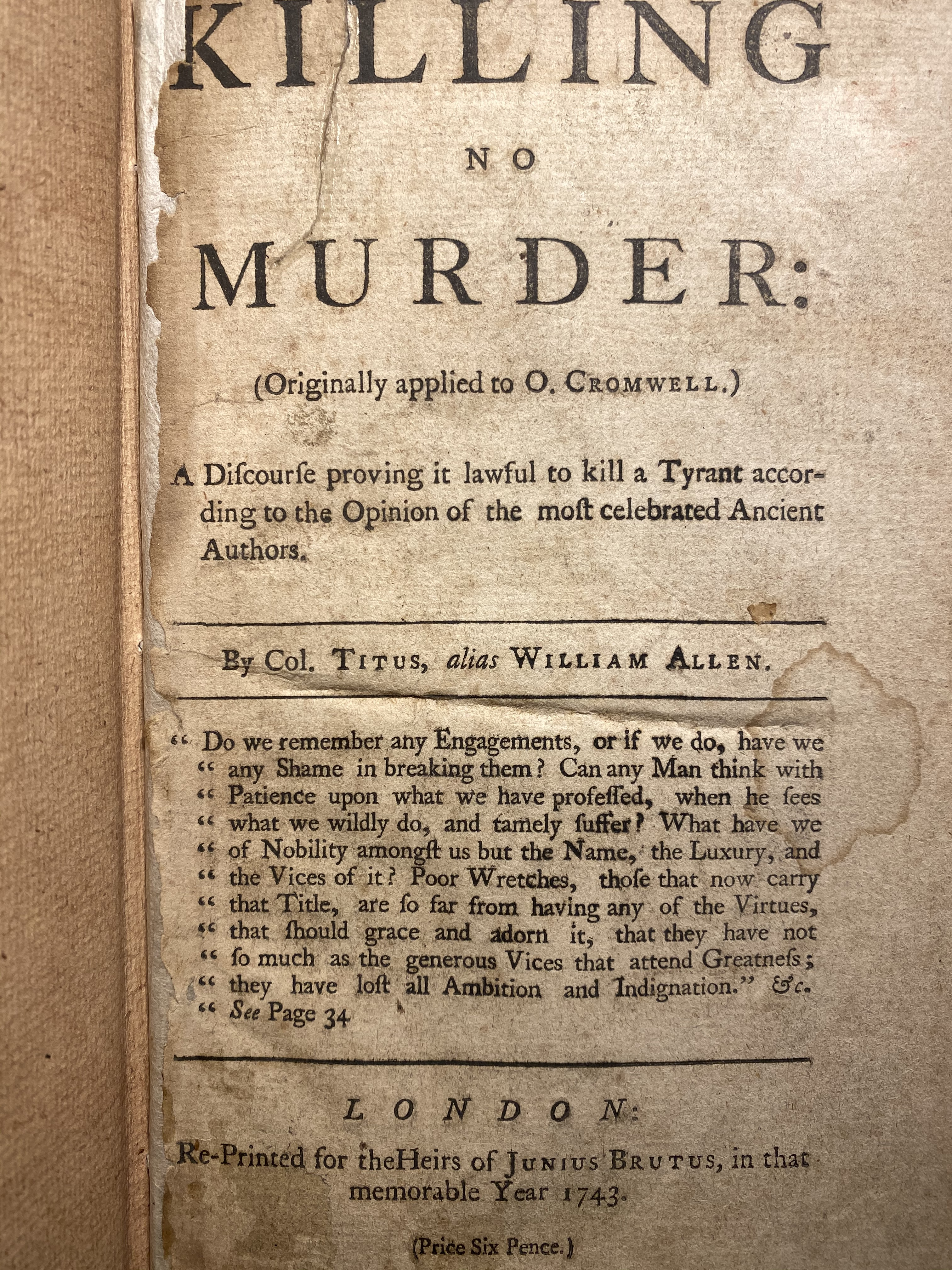
Killing No Murder, portada, reimpresión del de un panfleto inglés del escrito para inspirar y hacer justo el acto de asesinar a Oliver Cromwell.

Un tirano (del griego antiguo τύραννος, tyrannos) es un gobernante que posee poder absoluto y que no está restringido por la ley, o uno que ha usurpado la soberanía de un gobernante legítimo. A menudo retratados como crueles, los tiranos pueden defender sus posiciones recurriendo a medios represivos. El término griego original significaba un  soberano absoluto que llegó al poder sin derecho constitucional, sin embargo, la palabra tenía una connotación neutral durante los períodos arcaico y clásico temprano. Sin embargo, el filósofo griego Platón veía la palabra tyrannos como una palabra negativa, y debido a la influencia decisiva de la filosofía en la política, sus connotaciones negativas solo aumentaron, continuando en el período helenístico.

Los tiranos carecen de "la facultad misma que es el instrumento del juicio"-la razón. El hombre tiránico está esclavizado porque la mejor parte de él (la razón) está esclavizada, y del mismo modo, el estado tiránico está esclavizado, porque también carece de razón y orden.

Los filósofos Platón y Aristóteles definieron a un tirano como una persona que gobierna sin ley, utilizando métodos extremos y crueles tanto contra su propio pueblo como contra los demás. La Encyclopédie definió el término como un usurpador del poder soberano que convierte a "sus súbditos en víctimas de sus pasiones y deseos injustos, que sustituye por leyes". A finales del siglo V y IV a. C., surgió un nuevo tipo de tirano, que contaba con el apoyo de los militares, específicamente en Sicilia.
Se pueden aplicar acusaciones de tiranía a una variedad de tipos de gobierno:
- al gobierno por un individuo (en una autocracia)
- al gobierno de una minoría (en una oligarquía, tiranía de la minoría)
- al gobierno por mayoría (en una democracia, tiranía de la mayoría)

## Definición
"La palabra tiranía se usa con muchos significados, no solo por los griegos sino a lo largo de la tradición de los grandes libros". El Oxford English Dictionary ofrece definiciones alternativas: un gobernante, un gobernante ilegítimo (un usurpador), un gobernante absoluto (déspota) o un gobernante opresivo, injusto o cruel. El término generalmente se aplica a autócratas viciosos que gobiernan a sus súbditos con métodos brutales. La opresión, la injusticia y la crueldad no tienen medidas ni umbrales estandarizados.
Los griegos definieron tanto a los usurpadores como tiranos como a quienes heredaron el gobierno de los usurpadores. Polibio (~ 150 a. C.) indicó que finalmente, cualquier forma de gobierno de un solo hombre (monarquía/ejecutivo) se corrompería y se convertiría en una tiranía.
Las palabras antiguas se definen por su uso histórico. Las citas bíblicas no usan la palabra tirano, pero expresan opiniones muy similares a las de los filósofos griegos, citando la maldad, crueldad e injusticia de los gobernantes.
- "Como un león rugiente o un oso que ataca, es el gobernante perverso sobre un pueblo pobre. Un gobernante falto de entendimiento es un opresor cruel, pero el que odia la ganancia injusta gozará de una larga vida". Proverbios 28: 15–16
- "Por justicia, un rey le da estabilidad a la tierra, pero quien hace grandes extracciones la arruina". Proverbios 29: 4

Los filósofos griegos enfatizaron la calidad del gobierno más que la legitimidad o el absolutismo. "Tanto Platón como Aristóteles hablan del rey como un buen monarca y del tirano como uno malo. Ambos dicen que la monarquía, o el gobierno de un solo hombre, es real cuando es por el bienestar de los gobernados y tiránico cuando sólo sirve el interés del gobernante. Ambos hacen de la anarquía, ya sea una violación de las leyes existentes o el gobierno por mandato personal sin leyes establecidas, una marca de tiranía".
Los filósofos de la Ilustración parecían definir la tiranía por sus características asociadas.
- "Al soberano se le llama tirano que no conoce más leyes que su capricho". Voltaire en su diccionario filosófico
- "Donde termina la ley comienza la tiranía". John Locke en dos tratados sobre el gobierno civil

Algunos autores [cita requerida] consideran que los malos resultados son relativos y citan a algunos tiranos como ejemplos de gobiernos autoritarios que podrían ser beneficiosos (por ejemplo, Mustafa Kemal Atatürk de Turquía) o de daño limitado y duradero para el país (como Francisco Franco de España), sin embargo hay una valoración muy subjetiva. [cita requerida] Aquellos que enumeran o clasifican a los tiranos pueden proporcionar definiciones y criterios de comparación o reconocer la subjetividad. Criterios comparativos pueden incluir listas de verificación o recuentos de cadáveres. Tener en cuenta las muertes en la guerra es problemático: la guerra puede construir imperios o defender a la población, también mantiene a tiranos en el poder.
- Qin Shi Huang es el primer emperador de China [unificada]. Unió siete reinos separados en una sola nación. Construyó la Gran Muralla y fue enterrado con los guerreros de terracota. Los chinos tienen sentimientos encontrados sobre él. Están orgullosos de la nación que creó, pero era un tirano maníaco. - Gene Luen Yang (¡artista visual de cómics!) [cita requerida]

Los líderes opresores han mantenido unidos a los estados (Alejandro Magno, Josip Broz Tito).[cita requerida]
Un tirano moderno podría definirse objetivamente por una violación comprobada del derecho penal internacional, como la comisión de crímenes de lesa humanidad.
El folleto de Edward Sexby de 1657, "Killing, No Murder" describía 14 rasgos clave de un tirano, ya que el texto fue escrito para inspirar el asesinato de Oliver Cromwell, y mostrar en qué circunstancias un asesinato podría considerarse honorable. El documento completo reflexiona y hace referencia a puntos sobre el tema desde la historia precristiana temprana, hasta el siglo XVII, cuando se redactó el texto. De los rasgos más predominantes de la tiranía descritos, "Killing, No Murder" enfatiza:
1. Servicio de liderazgo militar previo: los tiranos son a menudo excapitanes o generales, lo que les permite asumir cierto grado de honor, lealtad y reputación en asuntos de Estado.
2. Fraude por encima de la fuerza: es probable que la mayoría de los tiranos manipulen su camino hacia el poder supremo en lugar de forzarlo militarmente.
3. Difamación y/o disolución de personas, intelectuales o instituciones anteriormente respetables, y el desaliento del pensamiento refinado o la participación pública en los asuntos estatales.
4. Ausencia o minimización de aportaciones colectivas, de negociación o de debate (asambleas, conferencias, etc.)
5. Amplificación de la actividad militar con el propósito de distraer al público, aumentar nuevos impuestos o abrir caminos comerciales futuros.
6. Simbiosis ojo por ojo en las relaciones domésticas: por ejemplo, encontrar permisibles las ideas religiosas en la medida en que sean útiles y halagadoras al tirano; encontrar a los aristócratas o la nobleza loables y honorables en la medida en que cumplan con la voluntad del tirano o estén al servicio del tirano, etc.
7. Pretende tener inspiración de Dios
8. Simula el amor a Dios y la religión
9. Aumentar o mantener el empobrecimiento del pueblo como una forma de quitar la eficacia de la voluntad del pueblo[15]

En Escocia, Lex Rex de Samuel Rutherford y A Hind Let Loose de Alexander Shields fueron obras teológicas influyentes escritas en oposición a la tiranía.

## Cultura grecorromana
Los tiranos de la Grecia antigua y Tiranos sicilianos eran oportunistas influyentes que llegaban al poder asegurándose el apoyo de las diferentes facciones de un deme. La palabra tyrannos, posiblemente de origen pregriego, pelasgo u oriental, entonces no conllevaba ninguna censura ética; simplemente se refería a cualquiera, bueno o malo, que obtuviera el poder ejecutivo en una polis por medios no convencionales. El apoyo a los tiranos podía provenir de otros oligarcas, de la creciente clase media o de los campesinos que carecían de tierras o estaban endeudados con los ricos terratenientes.
Los tiranos griegos se mantenían en el poder utilizando soldados mercenarios de fuera de sus respectivas ciudades-estado. Para burlarse de la tiranía, Tales de Mileto escribió que lo más extraño de véase es "un tirano anciano", queriendo decir que los tiranos no cuentan con el apoyo público para sobrevivir mucho tiempo.

### Tiranos arcaicos
Uno de los primeros usos conocidos de la palabra tirano (en griego) fue por el poeta Archilochus en referencia al rey Giges de Lidia. La asunción del poder por parte del rey fue poco convencional.
El apogeo de los tiranos de la Período Arcaico se produjo a principios del siglo VI a. C., cuando Cleístenes gobernaba Sición en el Peloponeso y Polícrates gobernaba Samos. Durante este tiempo, las revueltas derrocaron a muchos gobiernos en el Aegean mundo. Chilón, el ambicioso y capaz éforo de Esparta, construyó una fuerte alianza entre los estados vecinos haciendo causa común con estos grupos que buscaban oponerse a un gobierno tiránico impopular. Al intervenir contra los tiranos de Sición, Corinto y Atenas, Esparta llegó a asumir el liderazgo helénico antes de las invasiones persas. Simultáneamente Persia comenzó a hacer incursiones en Grecia, y muchos tiranos buscaron la ayuda persa contra las fuerzas populares que buscaban destituirlos.

## Métodos para obtener y conservar el poder

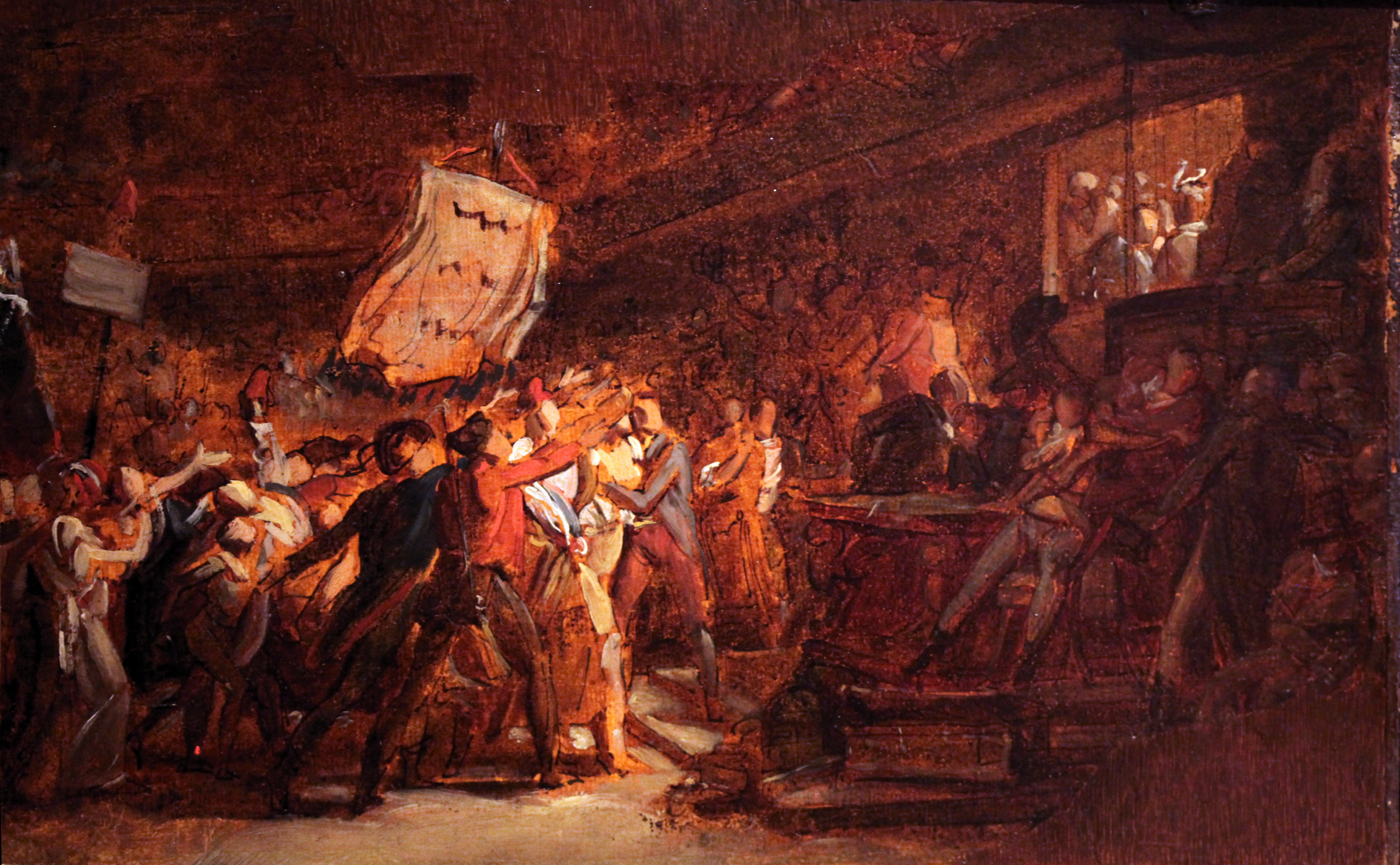
Pintura de François Gérard, El pueblo francés exige la destitución del tirano el 10 de agosto de 1792.

El camino hacia la tiranía podía parecer fácil y placentero para todos, excepto para la aristocracia. Un historiador del siglo XX dijo:

De ahí que el camino hacia el poder en las ciudades comerciales de Grecia fuera sencillo: atacar a la aristocracia, defender a los pobres y llegar a un entendimiento con las clases medias. Al llegar al poder, el dictador abolió las deudas o confiscó grandes propiedades, impuso impuestos a los ricos para financiar obras públicas o redistribuyó de otro modo la riqueza excesivamente concentrada; y mientras atraía a las masas a sí mismo a través de tales medidas, se aseguró el apoyo de la comunidad empresarial promoviendo el comercio con monedas estatales y tratados comerciales, y elevando el prestigio social de la burguesía. Obligadas a depender de la popularidad en lugar del poder hereditario, las dictaduras en su mayor parte se mantuvieron al margen de la guerra, apoyaron la religión, mantuvieron el orden, promovieron la moralidad, favorecieron el estatus superior de la mujer, fomentaron las artes y prodigaron ingresos para el embellecimiento de sus ciudades.  Y todas estas cosas las hicieron, en muchos casos, conservando las formas de gobierno popular, de modo que aun bajo el despotismo el pueblo aprendió los caminos de la libertad. Cuando la dictadura [del tirano] hubo servido para destruir la aristocracia, el pueblo destruyó la dictadura; y sólo se necesitaron unos pocos cambios para hacer de la democracia de hombres libres una realidad además de una forma.

Los filósofos griegos antiguos (que eran aristócratas) fueron mucho más críticos al informar sobre los métodos de los tiranos. La justificación para derrocar a un tirano estaba ausente de la descripción del historiador, pero era fundamental para los filósofos.

### Obtención
En la República, Platón afirmó: "El pueblo siempre tiene algún paladín a quien colocan sobre ellos y lo nutren hasta la grandeza. [... ] Esta y no otra es la raíz de la que brota un tirano; cuando aparece por primera vez es un protector".
Los tiranos heredan el puesto de un gobernante anterior, ascienden en el ejército/partido o toman el poder como empresarios. Los primeros textos llamaron tiranos solo a los empresarios, distinguiéndolos de los "reyes malos". Tales tiranos pueden actuar como arrendatarios, en lugar de propietarios, del estado. 
Los métodos políticos para obtener el poder se complementaron ocasionalmente con el teatro o la fuerza. Peisistratus de Atenas culpó a los enemigos de las heridas autoinfligidas para tomar el poder. Posteriormente apareció con una mujer vestida como una diosa para sugerir la sanción divina de su gobierno. La tercera vez usó mercenarios para tomar y retener el poder.

### Retención del poder
Aristóteles (en Política, por ejemplo) y Niccolò Machiavelli (en El príncipe) hicieron extensas recomendaciones de métodos a los tiranos. Estos son, en general, la fuerza y el fraude. Incluyen contratar guardaespaldas, provocar guerras para sofocar la disidencia, purgas, asesinatos y registros e incautaciones injustificados. Aristóteles sugirió un medio alternativo para retener el poder: gobernar con justicia.
Los métodos de los tiranos para retener el poder incluyen aplacar la opinión mundial organizando elecciones amañadas, usando o amenazando con usar la violencia, y buscando el apoyo popular apelando al patriotismo y afirmando que las condiciones han mejorado.